# ベビーフェイス・ネルソン

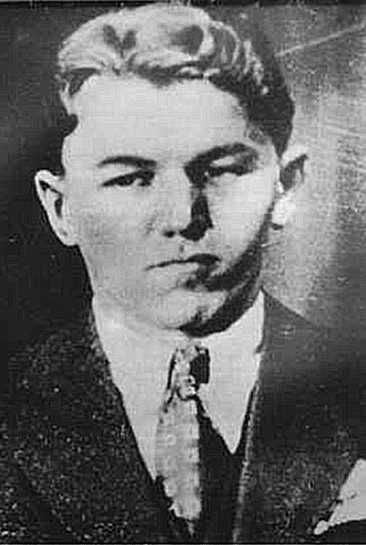
ベビーフェイス・ネルソン

“ベビーフェイス”・ネルソン(英:Baby Face Nelson)こと、レスター・ジョゼフ・ギリス（英:Lester Joseph Gillis、1908年12月6日 - 1934年11月27日）は、アメリカ合衆国のギャング。ジョージ・ネルソンとも呼ばれる。“ベビーフェイス”というあだ名は童顔ゆえに呼ばれたものだが、彼はそれを嫌い、“ビッグ・ジョージ”という新たなあだ名で呼ばれるため、残忍かつ非道な暴力と強奪を繰り返した。

## 来歴

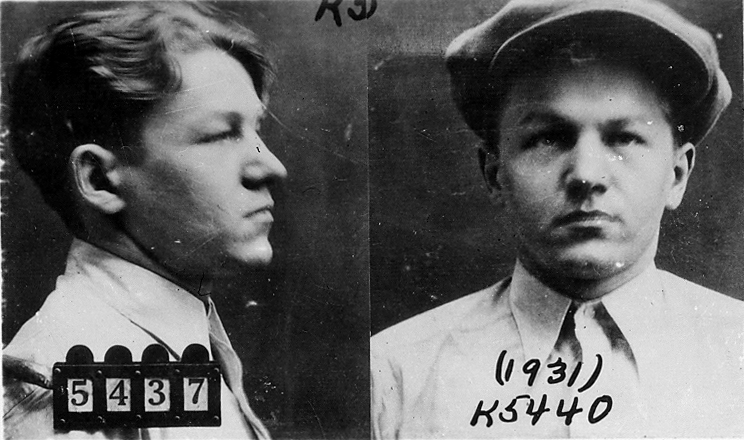
1931年の逮捕時

シカゴ生まれ。12歳からこそ泥などの“犯罪歴”を重ねた後、1929年頃にアル・カポネ一味に加わったが、あまりに暴力的な立ち振る舞いにさすがのカポネも手を焼き、1931年、一味から追い出された。その後、彼は傷つけたいというだけでギャング一味の人間を殺し、刑務所に収監されるが、翌1932年に脱走し短い期間西部のギャング、ジョー・パレントのもとで殺し屋として働いた。また密造酒をシカゴから西海岸に運ぶトラックの用心棒に雇われ、この仕事でジョン・ポール・チェイスと知り合った。その後ホーマー・ヴァン・メーター、トミー・キャロル、エディ・グリーンらを仲間にして中西部の銀行を襲った。
1934年3月はじめ頃、ネルソン一味は、ハリー・ピアポント、チャールズ・マクレイ、ラッセル・クラークといった一味の仲間を刑務所から出すために相棒を必要としていた銀行強盗ジョン・デリンジャーと一緒になった。彼らは「セカンド・ディリンジャー・ギャング（英:Second Dillinger Gang）」と呼ばれた。その後彼らは12件の銀行強盗を働き、現在の金額に換算しておよそ500万ドルの金を強奪した。また、銀行を襲っても銀行にいた客からは一銭も奪わず、この事が彼らを義賊的なイメージに結び付かせ、大衆からもてはやされるきっかけになった。しかし、ディリンジャーは、ネルソンが警官や見物人を見境なく殺す事に心を痛めており、そのたびに彼に「そうしなきゃならなかったのかよ?」と悲しそうに言っていたという。
1934年4月22日、通報によりFBIはウィスコンシン州北部のリトル・ボヘミア・ロッジ（Little Bohemia Lodge）にいるディリンジャー一味を包囲した。そして、ロッジから出て来る3人の男に銃撃したが、彼らはディリンジャー一味ではなく民間人であった。この銃撃により民間人1名が死亡、FBIは創設間も無く大失態を犯してしまい、国民からの非難が集中する（これにより、ディリンジャーはFBIから『社会の敵ナンバーワン』（"Public Enemy No.1"）に指名された）。
この銃撃戦から逃れた後、ネルソンは2人のFBI捜査官と地元の郡保安官代理に遭遇したが、ネルソンは嘲笑って銃撃を開始し、カーター・バウム捜査官を射殺した。ネルソンとディリンジャーはその後別々の道を進み、ネルソンは彼の妻ヘレン・ギリスと友人のジョン・ポール・チェイスと共に旅をした。
1934年11月27日、FBIはウィスコンシン州の隠れ家を突き止めた。捜査官を振り切ってネルソンは妻ヘレンとチェイスと共にシカゴに向かうが、イリノイ州バーリントン付近で別の捜査官に見つかり銃撃を受け、車のラジエーターを撃ち抜かれた。
FBI捜査官サミュエル・カウリーとハーマン・ホリスはエンジンの止まった車にいる3人を発見、「バーリントンの戦い」と呼ばれる銃撃戦となった。突然、ネルソンは立ち上がり、遮蔽物のないところをFBI側に向かって歩き出し、ウンチェスターライフルとコルト.45を乱射した。ネルソンは数発撃たれ血まみれになりながらもカウリーとホリスを撃ち殺した。ネルソンは意気揚々とカウリー捜査官の車を運転してヘレンとチェイスのところへ戻ったが、11月27日にその傷がもとで死亡した。25歳だった。遺体は妻らによって衣服を脱がされ毛布にくるまれて道路脇の側溝に遺棄されていた。それに先立つ7月22日、ディリンジャーもシカゴの劇場でFBI捜査官により射殺された。

## 登場する作品
- 『殺し屋ネルソン』（1957年、ドン・シーゲル監督、演：ミッキー・ルーニー）
- 『ギャング王デリンジャー』（1965年、テリー・O・モース監督、演：ジョン・アシュレー）
- 『デリンジャー』（1973年、ジョン・ミリアス監督、演：リチャード・ドレイファス）
- 『ベビーフェイス・ネルソン』（1995年、演：C・トーマス・ハウエル）
- 『オー・ブラザー!』（2009年、コーエン兄弟監督、演：マイケル・バダルコ）
- 『パブリック・エネミーズ』（2009年、マイケル・マン監督、演：スティーヴン・グレアム）